# Gongsun Gong
Gongsun Gong est le fils de Gongsun Du et jeune frère de Gongsun Kang. Lorsque Gongsun Kang succède à son père, en l’an 204, Gongsun Gong est nommé Marquis de Yongning. Il conseille à son frère de livrer les têtes des frères Yuan à Cao Cao plutôt que de les accueillir lorsque ceux-ci viennent se réfugier à leurs côtés. Son conseil est approuvé et ils sont dûment exécutés. En l’an 221, Gongsun Kang meurt et ses fils étant trop jeunes pour lui succéder, Gongsun Gong hérite du titre de Seigneur de Xiangping. Cao Pi le nomme également Général des Chars et de la Cavalerie. Cependant, en l’an 228, il est chassé du pouvoir par son neveu Gongsun Yuan après s’être montré inapte à bien gouverner.